# سندرم لنفوسیت برهنه
نقص کمپلکس سازگاری بافتی اصلی (MHC کلاسII) که سندرم لنفوسیت برهنه نیز نامیده می‌شود یک گروه ناهمگون نادر از بیمارهای اتوزومی مغلوب است که بیماران مبتلا، مولکول‌های HLA-DP, HLA DQ یا HLA-DR را بر روی لنفوسیت‌های B، ماکروفاژها و سلول‌های دندریتی خود بروز نمی‌دهند یا میزان بروز آن‌ها اندک می‌باشد و نیز توانایی بروز مولکول‌های MHCII در پاسخ به اینترفرون گاما را ندارند. آن‌ها دارای میزان طبیعی یا اندکی کاهش یافته از مولکول‌های MHC کلاسI و B2-میکروگلوبولین هستند. اکثر موارد سندرم لنفوسیت برهنه به موتاسیون‌هایی در ژن‌های کد کننده پروتئین‌های مورد نیاز برای تنظیم نسخه برداری MHC II نسبت داده می‌شود. موتاسیون‌های فاکتور نسخه برداری RFX5 که به‌طور ذاتی بروز می‌کند یا فعال کننده نسخه برداری القا شده توسط اینترفرون گاما یعنی CIITA، منجر به کاهش بروزMHC II ودر نتیجه عدم توانایی سلول‌های عرضه‌کننده آنتی‌ژن(APC) در فعال کردن لنفوسیت‌های T CD4+ می‌شوند. ناتوانی در عرضه آنتی‌ژن باعث اختلال در گزینش مثبت سلول‌های Tدر تیموس همراه با کاهش تعداد سلول‌های T CD4+ بالغ یا اختلال در فعال شدن سلول‌ها در بافت‌های محیطی می‌گردد. افراد مبتلا دچار اختلال در پاسخ‌های DTH و پاسخ‌های آنتی‌بادی در برابر آنتی‌ژن‌های پروتئینی وابسته به سلول T هستند. بیماری در سال اول زندگی بروز کرده و اگر با پیوند مغز استخوان درمان نشود، معمولاً کشنده است.